# Ryūolivier Iwamoto
Ryūolivier Iwamoto (japanisch 岩元 颯オリビエ Iwamoto Ryūolivier; * 3. April 1996 in Kagoshima) ist ein ehemaliger japanischer Fußballspieler.

## Karriere
Iwamoto erlernte das Fußballspielen in der Jugendmannschaft von Kyoto Sanga FC und der Schulmannschaft der Kagoshima Josei High School. Seinen ersten Vertrag unterschrieb er 2015 bei Júbilo Iwata. Der Verein spielte in der zweithöchsten Liga des Landes, der J2 League. 2015 wurde er mit dem Verein Vizemeister der zweiten Liga und stieg in die J1 League auf. Im September 2016 wurde er an den Vanraure Hachinohe ausgeliehen. Für den Verein absolvierte er acht Ligaspiele. 2017 wurde er an den Drittligisten Gainare Tottori ausgeliehen. Für den Verein absolvierte er 24 Ligaspiele. Ende 2017 beendete er seine Karriere als Fußballspieler.

## Sonstiges
Ryūolivier Iwamoto ist der Bruder von Luna Iwamoto.